# Radiologi
Radiologi är läran om strålning och kan syfta på:
1. Inom fysik, läran om joniserande strålning; se även radiologiska vapen.
2. Inom medicinsk teknik läran om metoder för avbildning av människokroppens inre.

Radiologi var från början läran om röntgenundersökning, men modernare avbildningsmetoder har tillförts begreppet. De har det gemensamt att de avbildar kroppens olika delar med metoder som går igenom vävnader. Detta göra att en läkare kan få mer information och på så sätt ställa bättre och snabbare diagnoser. Ämnet är forskningsintensivt och föremål för industriellt intresse. Fördelen för patienten är att metoden dessutom i sig är smärtfri.
Ett närliggande ämne är radiografi, som röntgensjuksköterskor studerar. Det är ett medicinskt specialistområde som ägnar sig åt diagnosticering av inre organ genom visualisering (radiografer eller sonogram) som tas med strålning, exempelvis datortomografi, ultraljud eller traditionell röntgenundersökning (slätröntgen).

## Medicinsk radiologi
Medicinsk radiologi är i Sverige en ämnesbeteckning inom medicinsk vetenskap. Ämnet innefattar diagnostik med radiologiska metoder med röntgen, magnetresonanstomografi och ultraljud. Inom ämnesområdet bedrivs forskning samt akademisk utbildning för läkare och röntgensjuksköterskor. I specialiteten ingår också utför minimalt invasiva interventioner i form av behandling och diagnostik.
Specialiteten ligger ganska nära klinisk fysiologi, som dock sedan 2015 är en egen basspecialitet.
Den som vill erhålla bevis som specialistläkare i medicinsk radiologi måste genomgå utbildning i form av specialiseringstjänstgöring enligt Socialstyrelsens förordning. En läkare som har genomgått specialistutbildning inom radiologi kallas för radiolog. Kunskapsområdet är brett då det spänner över flera områden såsom:
- Bildgivande morfologiska och funktionella metoder
- Radiologiska och nuklearmedicinska undersökningsmetoder.
- Interventionell (bildstyrd teknik) teknik för att diagnostiserar och behandla sjukdomar främst inom kärlsystemet, gallvägar, urinvägar och gastro-intestinalkanalen.
- Medicinska kunskaper och färdigheter i utredning, diagnostik och terapi av medfödda och förvärvade sjukdomar i barn- och ungdomsåren.
- Gastrointestinal radiologi, uroradiologi, gynekologisk radiologi, onkologisk radiologi

Specialistläkare i medicinsk radiologi har en bred utbildning i diagnostik och intervention i alla kroppens organ. Ett exempel på klinisk användning är radiologisk klassificering av artros.

### Exempel på delområden
- Röntgenstrålning
- Ultraljud (sonografi)
- Datortomografi (DT/CT)
- Magnetisk resonanstomografi (MRT/MR/MRI/fMRI)
- Positronemissionstomografi (PET)

## Odontologisk radiologi
Odontologisk radiologi är ett ämne för forskning och akademisk utbildning för tandläkare. 